# 伊薇塔·拉迪乔娃
伊薇塔·拉迪乔娃（發音：[ˈiʋeta ˈraɟitʂɔʋaː]；1956年12月7日—）是一位斯洛伐克政治人物，斯洛伐克民主與基督教聯盟－民主黨党员。2010年7月8日成为斯洛伐克總理，是斯洛伐克首位女总理。2011年10月11-12日因议会未能通过欧洲金融稳定机制扩容议案而促使她的政府下台。